# Каннингем, Уолтер
Ро́нни Уо́лтер (Уолт) Ка́ннингем (англ. Ronnie Walter «Walt» Cunningham; 16 марта 1932, Крестон, Айова, США — 3 января 2023, Хьюстон, Техас, США) — астронавт НАСА.
В 1968 году был пилотом Лунного модуля во время миссии «Аполлон-7». Третий гражданский астронавт НАСА после Нила Армстронга и Элиота Си. В разное время был пилотом истребителя, физиком, предпринимателем, венчурным капиталистом, лектором и ведущим радиошоу «Lift-off to Logic».

## Биография

### Ранние годы и образование
Родился 16 марта 1932 года в городе Крестоне, штат Айова, однако своей родиной считал город Венеция в Калифорнии, где он окончил среднюю школу. Имел несколько учёных степеней, так в 1960 году получил степень бакалавра, а через год и магистра гуманитарных наук по физике в Калифорнийском университете, в 1974 году окончил курс разработки перспективных средств управления в Гарвардской бизнес-школе.

### Профессиональная деятельность
С 1951 года на службе в ВМС США. В 1952 году приступил к лётной подготовке, которую закончил в 1953 году. В 1953 году перешёл на службу в Корпус морской пехоты (КМП) США и начал службу в авиационных частях КМП в США и Японии. В августе 1956 года ушёл с активной службы в резерв КМП, в котором оставался до своего выхода в отставку в 1975 году. Полковник КМП в отставке.
В 1959—1960 годах работал научным сотрудником в корпорации Planning Research Corp. в Уэствуде в Калифорнии.
С 1960 по 1963 года работал учёным в Rand Corporation. Занимался различными секретными военными проблемами и вопросами земной магнитосферы.
В октябре 1963 года в ходе третьего набора астронавтов был зачислен в отряд астронавтов НАСА. После прохождения подготовки получил назначение в Отдел астронавтов НАСА. Во время полётов кораблей Джемини-4 и Джемини-8 работал в центре управления оператором связи с экипажами (CapCom).
С начала 1966 года готовился к полёту на корабле Аполлон в одном экипаже с Уолтером Ширрой и Донном Айзли. В сентябре 1966 года был назван членом основного экипажа первого полёта по программе Apollo, но в ноябре 1966 года экипаж был назначен дублирующим экипажем корабля Аполлон-1. После трагической гибели во время подготовки основного экипажа Apollo-1 27 января 1967 года, в мае 1967 годаэкипаж Каннингема был назначен основным экипажем первого пилотируемого полёта корабля по программе Apollo.
С 11 по 22 октября 1968 года совершил полёт в космос в качестве пилота лунного модуля корабля «Аполлон-7». Это был первый пилотируемый полёт корабля этой серии. Продолжительность полёта составила 10 суток 20 часов 9 минут 3 секунды. Были проведены успешные испытания основного блока, который, после этого полёта сочли достаточно отработанным для полёта к Луне. Были получены медико-биологические данные, которые в сочетании с данными полученными при полётах кораблей серии «Джемини» послужили основой при планировании лунных экспедиций.
С 1968 по август 1970 года работал начальником Отделения программы Skylab в Управлении лётных экипажей (Flight Crew Directorate) Космического центра Джонсона (Johnson Space Center). Был назначен командиром дублирующего экипажа первой экспедиции на орбитальную станцию Skylab и командиром третьего основного экипажа станции. Однако не стал дожидаться полёта и в 1971 году ушёл из отряда астронавтов и из НАСА.
Общий налёт составляет около 4500 часов, из которых более 3400 — на реактивных самолётах.
В 1971—1974 годах работал первым вице-президентом корпорации Century Development.
В 1974—1976 годах работал президентом компании Hydrotech Development Company, занимавшейся разработкой подводных нефте- и газопроводов.
В 1976—1979 годах был первым вице-президентом и директором компании 3D International, занимавшейся строительством и управлением проектами.
С 1972 года занимался частным инвестиционным бизнесом. В 1979 основал компанию The Capital Group.
В 1986 году стал одним из главных партнёров фонда «Генезис» (The Genesis Fund), созданного для привлечения инвестиций в технологические отрасли промышленности.
Автор и соавтор двух книг и нескольких десятков статей в различных журналах.
В 2010 году опубликовал брошюру под названием «Глобальное потепление: факты против веры», в которой, в частности, писал: «Нынешние дебаты мало чем отличаются от исторического разногласия Галилея с католической церковью или битвы за эволюцию против креационизма. Во всех трёх случаях факты против религии и наука против религии. Конфликт из-за глобального потепления перерос в религиозную войну между истинно верующими в антропогенное глобальное потепление и неверующими, так называемыми „скептиками“».
В мини-сериале «С Земли на Луну» (США, 1998) в его роли выступил Фредрик Лене.
Скончался 3 января 2023 года от осложнений, полученных в результате падения.

### Личная жизнь
Жена (бывшая) — Ло Элла Ирби (Lo Ella Irby). У него двое детей: сын Брайен (Brian Keith, род. 12 сентября 1960) и дочь Кимберли Энн (Kimberly Ann, род. 12 февраля 1963).
Увлечения — охота, спортивные автомобили, теннис.

## Награды
- Награждён медалью НАСА «За исключительные заслуги» (NASA Exceptional Service Medal).
- Награждён медалью НАСА «За выдающиеся заслуги» в 1970 году.